# Síťové zařízení
Pojmem síťové zařízení se označují všechna zařízení připojené do počítačové sítě, která přijímají a vysílají data (datagramy) z (do) počítačové sítě.

## Typické příklady síťových zařízení

### Prvky síťové infrastruktury
- Opakovač – obnovuje signál, který na fyzicky delším úseku sítě degraduje, ztrácí původní charakteristiky (sílu a tvar)
- Hub – rozbočovač – spojuje několik segmentů sítě do segmentu jednoho (provoz v jedné části sítě se přenese i do částí dalších sítí)
- Bridge – most – spojuje dva fyzicky oddělené segmenty sítě
- Síťový přepínač – spojuje dvě a více zařízení v rámci jednoho nebo více segmentů sítě, odděluje síťový provoz (nezatěžuje ostatní části sítě)
- Router – směrovač – přesměrovává komunikaci do jiného segmentu stejného typu sítě
- Gateway – brána – zprostředkovává komunikaci dvou odlišných typů sítě

### Koncové zařízení
- Síťová karta – zařízení pro propojení počítačů
- VoIP adaptér – koncový bod IP telefonie